# Ayyub (profeet)
Ayyub of Ajjoeb (Arabisch: أيوب) is in de islam een profeet die in de Koran wordt genoemd. Ayyub komt uit het nageslacht van de boodschapper Ibrahiem (Abraham). Hij is in het jodendom en christendom bekend als Job.
De profeet Ayyub komt viermaal voor in de Koran (onder andere in Soera Het Vee) en wordt doorgaans in de islamitische traditie als symbool gezien voor geduld.
Volgens islamitische bronnen leefde Ayyub in het gebied van Harran en was hij een rijke man met veel kinderen en een groot bezit. Ayyub werd door God voor zijn eigen volk als profeet gezonden.
De islamitische traditie leert dat Ayyub door God zwaar op de proef werd gesteld en waardoor hij al zijn bezit, kinderen en uiteindelijk ook zijn gezondheid verloor. In Soera Saad wordt gewezen op Gods hulp aan Ayyub en zijn familie na zijn verzuchting geslagen te zijn door Shaitan (Satan). Buiten zijn hart en tong werd zijn hele lichaam gevuld door karbonkels. Het vlees van zijn lichaam verrotte en begon ook een nare geur te geven. Als gevolg hiervan nam heel zijn gemeenschap afstand van hem en bleef hij enkel eenzaam leven samen met zijn vrouw. Desondanks dit alles verliet Ayyub zijn geduld, geloof en standvastigheid voor God nooit en bleef tot God bidden.
Volgens verschillende overleveringen zou hij 3, 7, 13 of zelfs 18 jaar deze zware beproeving hebben ondergaan. Uiteindelijk won Ayyub deze zware beproeving en nadat God hem vertelde om zijn voet op de grond te stampen, waardoor er een waterbron vloeide, waste hij zich ermee en dronk ervan. Hierna kreeg Ayyub zijn gezondheid, schoonheid en bezit weer terug en schonk God hem opnieuw veel kinderen.
Algemeen wordt aangenomen dat Ayyub 70 jaar was toen hij door God werd beproefd. Hij zou na zijn herstel nog 20 jaar hebben geleefd. Volgens andere overleveringen zou hij na zijn herstel net zo lang hebben geleefd toen hij niet door God op de proef werd gesteld. Na zijn dood heeft zijn zoon Bisr tot zijn volk als profeet opgetreden.